# Kaiserplatzbrunnen

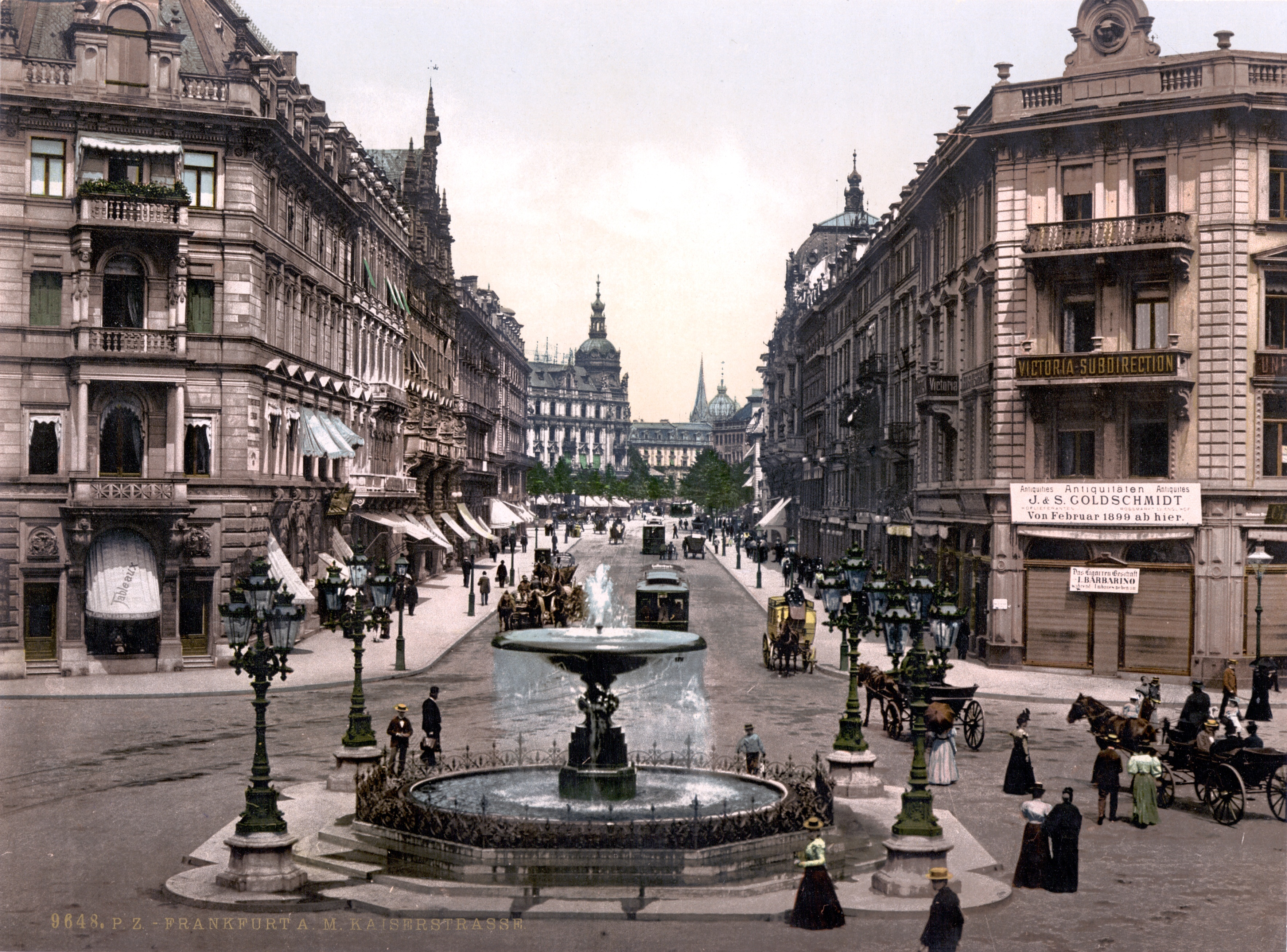
Kaiserplatzbrunnen i Frankfurt omkring 1899

Kaiserplatzbrunnen, eller Kaiser-Brunnen är en fontän på Kaiserplatz i Frankfurt am Main i Tyskland.
Brunnen består av en stor skål av ett stort stycke polerad bohuslänsk porfyr med en diameter av tretton fot och med en stråle rakt upp från skålens mitt. Den formgavs av arkitekten Richard Dielmann och tillverkades av E.A. Kullgrens Enka i Uddevalla. Brunnen finansierades av lokala borgare på initiativ av bankiren Raphael von Erlanger och invigdes 1876.
I samband med finansieringsproblem med den tilltänkta fontänen på Universitetsplatsen i Lund lade Kullgren Enka anbud på en likadan fontän till Lunds universitets konsistorium 1885. Förslaget föll efter bestämda invändningar av universitetshusets arkitekt Helgo Zettervall.